# Sosipatra
Sosipatra (griechisch Σωσίπατρα της Έφεσου, * wohl um 300; † nach 362) war eine spätantike griechische Philosophin. Sie war mit dem Philosophen Eustathios verheiratet und gehörte zu den Neuplatonikern, die an der herkömmlichen Religion festhielten und sich dem Christentum widersetzten.

## Quelle
Sosipatra ist ausschließlich aus der Schrift Lebensbeschreibungen der Philosophen und der Sophisten des Eunapios von Sardes bekannt; in keiner anderen Quelle wird ihr Name erwähnt. Eunapios, der einige Begebenheiten aus ihrem Leben schildert, vermittelt einen Eindruck von dem außerordentlichen Ansehen, das sie in den Kreisen der kleinasiatischen Neuplatoniker genoss. Seine ausführliche Erzählung, in der er Sosipatra verherrlicht, ist literarisch ausgeschmückt und trägt legendenhafte Züge. Er schreibt Sosipatra nicht nur Eigenschaften zu, die von einer Philosophenpersönlichkeit im spätantiken Neuplatonismus erwartet wurden, sondern auch übermenschliche Fähigkeiten. Die Idealgestalt der Philosophin stellt er dem Heiligkeitsideal der Christen, mit denen die Neuplatoniker rivalisierten, als Alternative entgegen.

## Leben
Sosipatra stammte aus der Gegend von Ephesos im Südwesten von Kleinasien. Ihre Eltern waren begütert. Spätestens um 320 heiratete sie den kappadokischen Philosophen Eustathios, der zu den damals führenden Vertretern des Neuplatonismus gehörte. Er hatte seine philosophische Ausbildung in Syrien in der Schule des berühmten Neuplatonikers Iamblichos erhalten und war dann in seine kappadokische Heimat zurückgekehrt. Dort übernahm er die Verwaltung der Güter seines Verwandten Aidesios, der ebenfalls Neuplatoniker und Schüler des Iamblichos war. Aidesios verließ Kappadokien und gründete in Pergamon eine eigene Philosophenschule.
Sosipatra hatte mit Eustathios drei Söhne. Zunächst lebte sie mit ihrem Mann in Kappadokien, doch nach einiger Zeit übersiedelte sie mit den Kindern nach Pergamon. Dort erteilte sie Philosophieunterricht und praktizierte Theurgie (Kontaktaufnahme mit der Götterwelt durch spezielle rituelle Handlungen). Ob sie nur mündlich gelehrt oder auch Werke verfasst hat, ist unbekannt. Aidesios, mit dem sie befreundet war, kümmerte sich um die Erziehung ihrer Söhne. In der älteren Forschung ging man davon aus, dass Eustathios fünf Jahre nach der Hochzeit starb und dass sie erst nach seinem Tod als Witwe nach Pergamon ging. Dies schien aus einer rätselhaften Stelle im Werk des Eunapios hervorzugehen. Aidesios starb aber spätestens 355, und Eustathios war 362 sicher noch am Leben. Daher wird die unklare Formulierung des Eunapios heute anders gedeutet; offenbar hat Sosipatra ihren Mann verlassen und sich noch zu seinen Lebzeiten in Pergamon niedergelassen.
Wann Sosipatra starb, ist unbekannt; jedenfalls hat sie ihren Mann, der 362 noch als lebend bezeugt ist, überlebt.
Von Sosipatras Söhnen erlangte nur einer, Antoninos, eine gewisse Bekanntheit. Er lebte in Kanopus in Unterägypten und sammelte eine Schar von Anhängern des Neuplatonismus um sich. Er soll die Zerstörung des Serapeums von Alexandria, die nach seinem Tod im Jahr 391 erfolgte, vorausgesagt haben.